# Joseph Léopold Sigisbert Hugo

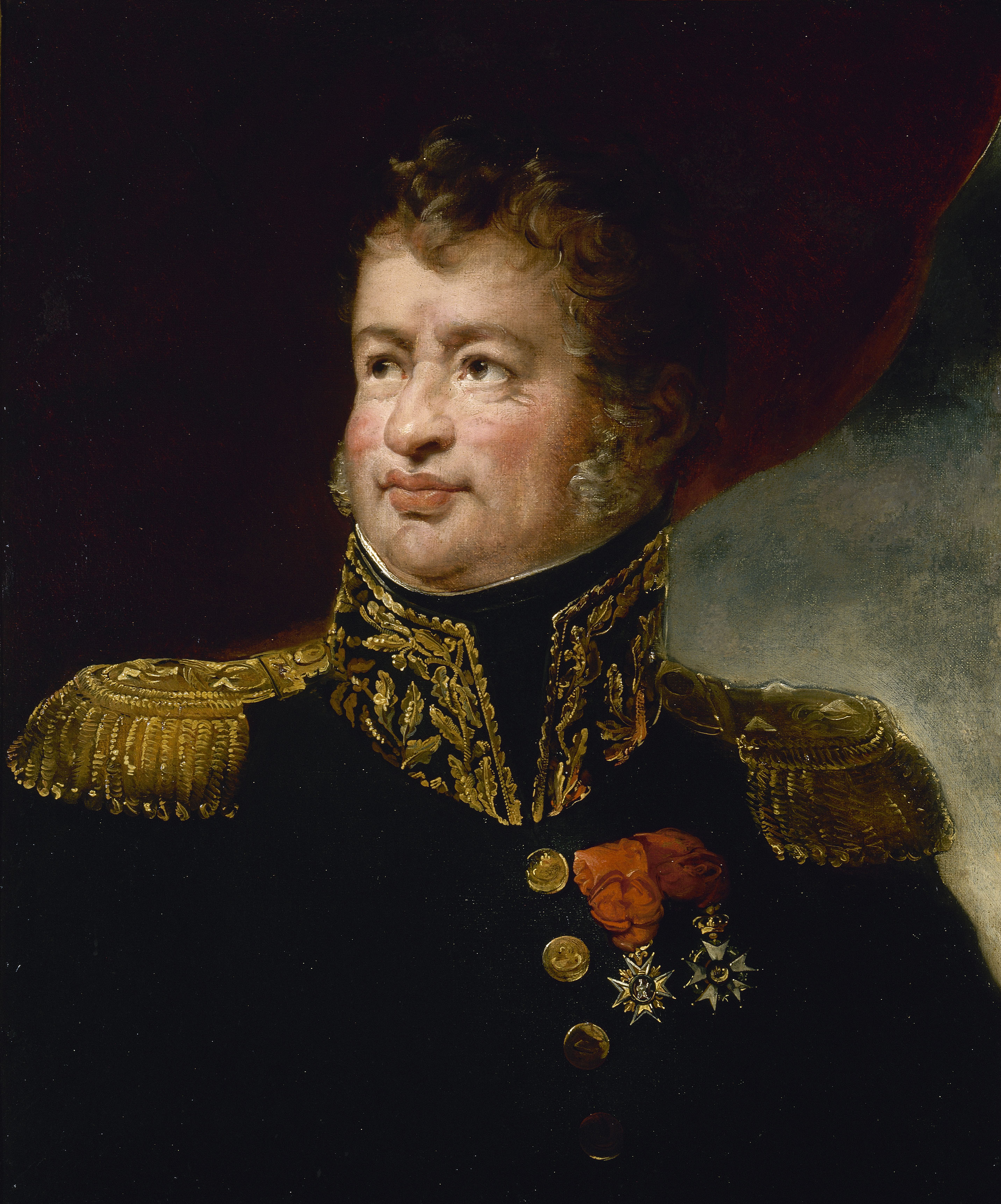
Joseph Léopold Sigisbert Hugo

Joseph Léopold Sigisbert Hugo (oft auch nur kurz Léopold Hugo) (* 15. November 1773 in Nancy; † 29. Januar oder 30. Januar 1828 in Paris) war ein französischer General. Er war der Vater des Schriftstellers Victor Hugo.

## Leben
Joseph Léopold Sigisbert Hugo wurde als Sohn eines Schreinermeisters in Nancy geboren. Er hatte sieben Brüder. Im Jahr 1788 trat er mit 14 Jahren als Kadett in die Armee ein, fast gleichzeitig mit seinen Brüdern (nach anderen Quellen erst ein Jahr später). Fünf davon fielen kurz nach Beginn des Ersten Koalitionskriegs 1793 in der Schlacht bei Weißenburg.
Nach Ausbruch der Französischen Revolution gab sich Léopold den Beinamen Brutus.
Ab 1793 nahm Hugo an der Bekämpfung des Aufstands der Vendée teil. Während dieser Zeit lernte er die ein Jahr ältere, royalistisch oder sogar katholisch-royalistisch gesinnte Sophie Françoise Trébuchet aus Nantes kennen, deren verstorbener Vater Schiffskapitän gewesen war. Am 15. November 1797, Joseph Léopolds 24. Geburtstag, heiratete das Paar in Paris. Der Ehe entsprossen drei Söhne: Abel Hugo, Eugen sowie der spätere Schriftsteller Victor Hugo.
Im Stab von Jean-Victor Moreau nahm Hugo im Jahr 1800 am Feldzug gegen die Österreicher in Süddeutschland teil und wurde von ihm auf dem Schlachtfeld bei Meßkirch zum Bataillonskommandanten befördert. Anschließend wurde er Militärkommandant von Lunéville. Während der Friedensverhandlungen von Lunéville lernte Hugo Joseph Bonaparte kennen und trat in dessen Dienste.
Auch wenn er selbst nicht an der royalistischen Verschwörung um Georges Cadoudal beteiligt war, fiel Léopold Hugo bei Napoleon Bonaparte wegen seiner Freundschaft zu Moreau und Victor-Claude-Alexandre Fanneau de Lahorie in Ungnade, obwohl sich Sophie in Paris bei Joseph Bonaparte für ihren Ehemann verwendete.
In der Folge leistete Hugo in einer Art Exil hauptsächlich Garnisonsdienst im Mittelmeerraum, unter anderem in Marseille, in Bastia auf Korsika und auf Elba. Da die Eltern ihren Kindern, namentlich dem kleinen Victor, dieses unstete Leben auf Dauer nicht zumuten wollten, kehrte Sophie 1805 mit ihnen nach Paris zurück.
Im Oktober 1805 kämpfte Léopold Hugo unter Marschall André Masséna in der Schlacht bei Caldiero.
1806 wurde Joseph Bonaparte von seinem Bruder zum König von Neapel ernannt. Daraufhin trat Hugo in die neapolitanische Armee ein und wurde vom neuen König mit der Ergreifung von Fra Diavolo beauftragt, einem Briganten, der sich dem Kampf gegen die Franzosen angeschlossen hatte. Nach einem mehrwöchigen Katz-und-Maus-Spiel und mehreren blutigen Gefechten gelang es Hugo tatsächlich, Fra Diavolo bei Baronissi gefangen zu nehmen. Dieser wurde daraufhin nach Neapel gebracht und am 11. November gehängt. Als Belohnung wurde Hugo von König Joseph zum Oberst ernannt.

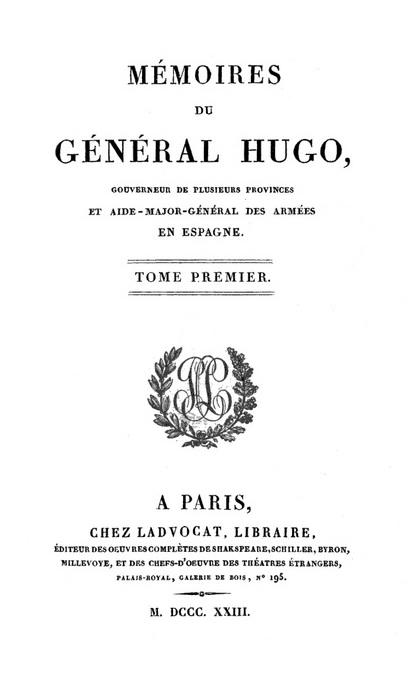
Deckblatt der Memoiren von General Hugo

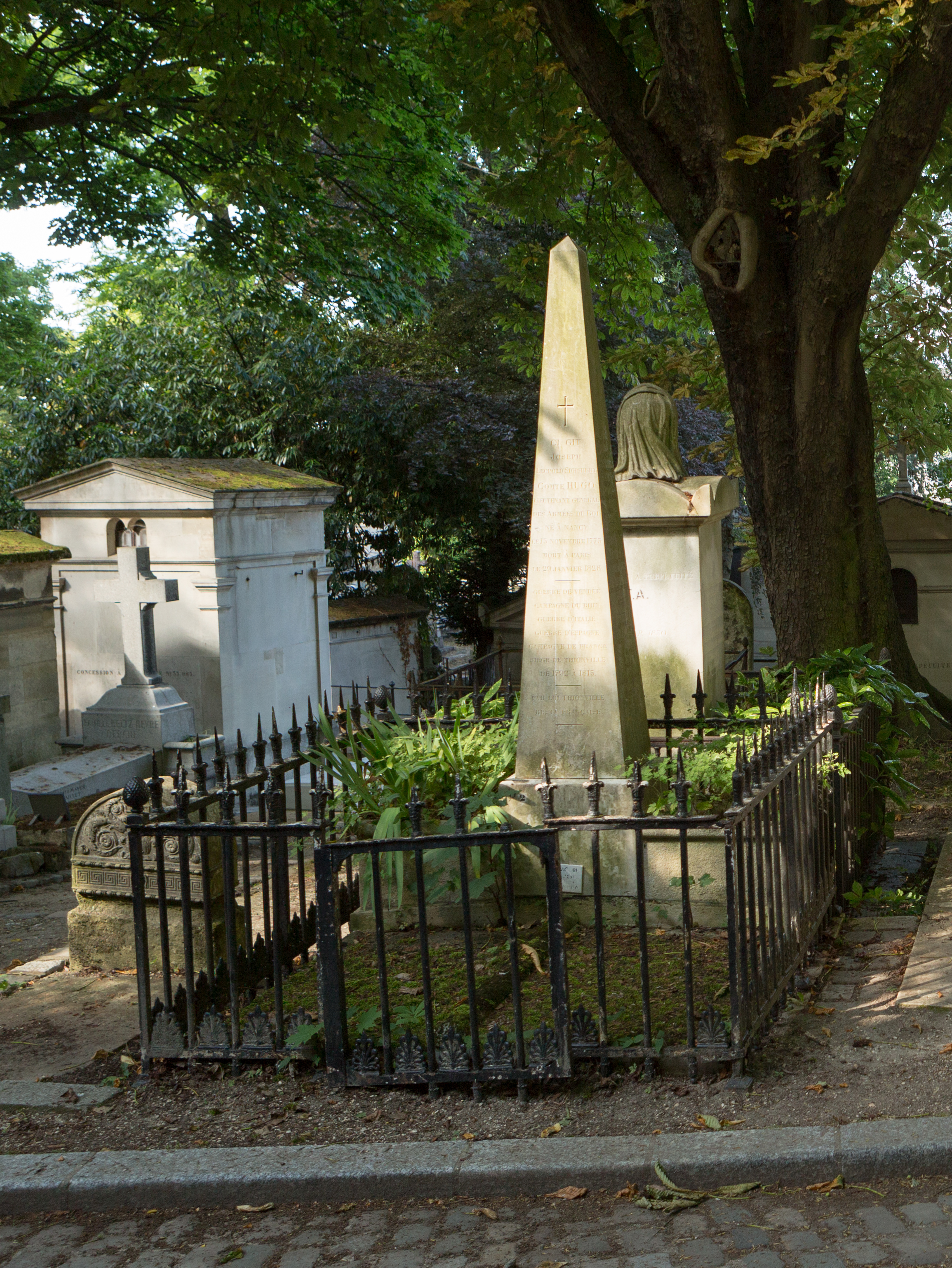
Das Grab der Familie Hugo auf dem Père-Lachaise

Ende 1807 ließ Hugo seine Frau und seine drei Söhne zu sich nach Avellino kommen.
Nachdem Napoleon Bonaparte am 6. Juni 1808 seinen Bruder Joseph als König von Spanien eingesetzt hatte, folgte Léopold Hugo diesem nach Spanien. Sophie und die Kinder kehrten nach Paris zurück.
Im Juli 1809 nahm Hugo an der Schlacht bei Talavera teil. Er wurde zum Gouverneur der Provinz Ávila ernannt (später kamen dann noch die Provinzen Segovia und Soria hinzu). Außerdem beförderte der König ihn zum Brigadegeneral und zum Generalinspekteur aller spanischen Truppen.
Der spanische Volksaufstand gegen die Franzosen ging indes weiter. Zahlreiche Guerillagruppen überfielen französische Boten und Nachschublieferungen. Einer der bedeutendsten Guerillaführer war Juan Martín Díez, genannt El Empecinado (der Widerspenstige, der Hartnäckige), der vor allem in der Provinz Guadalajara operierte. Nachdem Hugo im Tausch gegen Segovia zum Gouverneur von Guadalajara ernannt worden war, führte er drei Jahre lang einen erbitterten Krieg gegen El Empecinado. Dank seiner Erfahrungen mit Fra Diavolo konnte er dabei zwar einige Erfolge erzielen, zu einer endgültigen Entscheidung kam es jedoch nicht. Ein Versuch Hugos, Díez auf die Seite der Bonapartisten zu ziehen, schlug fehl. Hugo ließ sogar die Mutter und andere Verwandte von El Empecinado gefangen nehmen. Dieser ließ sich davon aber nicht einschüchtern und drohte seinerseits mit der Hinrichtung von hundert französischen Gefangenen. Schließlich ließ Hugo seine Geiseln wieder frei.
Am 27. September 1810 erhob der König Hugo in den Adelsstand und verlieh ihm den Titel des Grafen von Sigüenza.
1811 reiste Sophie mit den Kindern von Paris nach Madrid. Bereits Anfang 1812 hatte sich die Lage der Franzosen in Spanien jedoch so sehr verschlechtert, dass Léopold Hugo seine Frau und seine beiden jüngeren Söhne nach Frankreich zurückschickte.
Im gleichen Jahr wurde Hugo zum Militärkommandanten von Madrid ernannt, doch wurde die Stadt bereits am 12. August von Wellingtons Truppen besetzt. 1813, nach der Schlacht bei Vitoria und dem Rückzug der Franzosen aus Spanien, kehrte Hugo in seine Heimatregion zurück, trat wieder in die französische Armee ein und übernahm die Verteidigung von Thionville. Allerdings wurden die Beförderungen, die er im Dienste ausländischer Streitkräfte erhalten hatte, nicht anerkannt, so dass er zunächst wieder den Rang eines Majors erhielt, den er schon bei seinem Ausscheiden aus der französischen Armee bekleidet hatte. Erst 1814 ernannte ihn Ludwig XVIII. zum General der französischen Armee, rückwirkend zum 11. September 1813, dem Datum seiner Rückkehr nach Frankreich.
Léopold Hugo hatte schon seit längerer Zeit eine Geliebte namens Catherine Thomas, die er auf Elba kennengelernt hatte und die er bei seinem ersten Aufenthalt in Thionville sogar als seine Ehefrau ausgab. Sophie wiederum hatte ein Verhältnis mit General Lahorie, weshalb eine Zeit lang sogar vermutet wurde, dieser sei der wahre Vater von Victor Hugo. 1815 wurde die Ehe schließlich geschieden. Im Jahr 1821 wurde Catherine tatsächlich Léopolds (zweite) Ehefrau.
Während der Herrschaft der Hundert Tage übernahm Hugo erneut das Kommando über die Garnison von Thionville. Unter anderem ließ er die Gemeinde Basse-Yutz, die sich vor den Stadtmauern von Thionville am gegenüber liegenden Ufer der Mosel befand, samt ihrer historischen Kirche schleifen, um die Stadt besser verteidigen zu können. Über hundert Jahre lang war in der Gemeinde der Name des Generals daher gleichbedeutend mit Vandale. Allerdings war der Krieg zu Ende, bevor es in Thionville zu größeren Kampfhandlungen kam. Auch die Besatzung, die die Festung von Rodemack zu dieser Zeit erfolgreich gegen die preußische Armee verteidigte, stand unter seinem Kommando.
1824 wurde Hugo in den Ruhestand versetzt (nach anderen Quellen bereits zehn Jahre früher, nach der Restauration) und zog sich nach Blois zurück. Hier widmete er sich unter anderem der Schriftstellerei. Dabei befasste er sich nicht nur mit militärischen Themen. In seinem 1818 unter dem Pseudonym Genty veröffentlichten Werk Mémoires sur les moyens de suppléer à la traite des nègres par des individus libres (Memorandum über die Möglichkeiten, den Handel mit Schwarzen durch freie Personen zu ersetzen) schlug er beispielsweise vor, der Staat solle den Pflanzern in den Kolonien weiße Waisenkinder als Arbeitskräfte zur Verfügung stellen, die dafür nach einer gewissen Zeit eine Mitgift erhalten sollten. So könne auf afrikanische Sklaven verzichtet werden.
Am 29. Mai 1825 verlieh König Karl X. Hugo den Ehrentitel eines Lieutenant-général.
Joseph Léopold Sigisbert Hugo starb in der Nacht vom 29. auf den 30. Januar 1828 im Alter von 54 Jahren in Paris an einem Schlaganfall. Sein Grab befindet sich auf dem Cimetière du Père-Lachaise.

## Ehrungen
- Kommandeur des Königlich-Spanischen Ordens[9]
- Ritter der Ehrenlegion (14. Juni 1804)[15][16]
- Ritter des Ordre royal et militaire de Saint-Louis (1. November 1814)[9]
- Offizier der Ehrenlegion (14. Februar 1815)[15]

Auf dem Arc de Triomphe de l’Étoile in Paris ist sein Name nicht zu finden, obwohl sein Sohn Victor zahlreiche Versuche unternommen hatte, ihn eintragen zu lassen. Allerdings sind dort praktisch nur französische Generäle aus der Zeit der Revolution und des Kaiserreichs verzeichnet. Hugo wurde jedoch erst nach der Abdankung Napoleon Bonapartes zum General der französischen Armee, auch wenn die Ernennung rückdatiert wurde.

## Rezeption
- Joseph Léopold Sigisbert Hugo inspirierte seinen Sohn Victor zu zweien seiner Werke, nämlich Odes à mon père („Oden an meinen Vater“) und Nach der Schlacht.[10]
- In Thionville ist ein Platz nach General Hugo benannt[10] (Standort).
- In der sechsteiligen spanischen Fernsehserie Los Desastres de la Guerra von 1983 ist Hugo eine der Hauptfiguren, er wird dabei von Bernard Fresson dargestellt.

## Schriften
- Coup d’oeil militaire sur la manière d’escorter les convois sur les moyens de diminuer la fréquence des convois et d’en assurer la marche, Magimel, Paris 1796
- (als Genty): Mémoire sur les moyens de suppléer à la traite des nègres par des individus libres, Januar 1818
- Journal historique du blocus de Thionville, en 1814, et de Thionville, Sierck et Rodemack, en 1815, P.D. Verdier, 1819
- Mémoires du Général Hugo, Gouverneur de Plusieurs Provinces Et Aide-Major-Général des Armées en Espagne, Ladvocat, Paris 1823
  - Memorias del General Hugo, Editorial Renacimiento, 2007, ISBN 978-84-8472-318-9
- L’Aventuriere Tyrolienne, Delaforest, Paris 1825, ISBN 978-1-375-29810-0